# Школа № 9 (Обнинск)
Муниципа́льное бюджетное общеобразова́тельное учрежде́ние Сре́дняя общеобразова́тельная шко́ла № 9 (МБОУ СОШ № 9) — общеобразовательное учебное заведение муниципального подчинения города Обнинска Калужской области.

## Общие сведения

### Преподавательский состав
Более половины учителей имеют стаж работы не менее 20 лет. Три педагога имеют звание Заслуженного учителя Российской Федерации.

### Школа полного дня
С 2008 года школа перешла на режим полного дня: все дополнительные занятия после окончания учебного дня проходят не вне школы, а в ней самой. В школе работает педагог по флористике и фитодизайну, тренер по ритмике. Для средней ступени введён элективный курс «Основы медицинских знаний». Увеличилось число кружков по рукоделию для девочек, работает кружок по ИЗО, театральный кружок, кружок английского языка, курсы по автоделу и делопроизводству. Социальными партнёрами школы выступают Центр спортивной гимнастики имени Ларисы Латыниной и Центр развития творчества детей и юношества «Эврика».

### Класс юридического профиля
В 2009 году в школе при поддержке городского отдела внутренних дел и Обнинского филиала Всероссийского института повышения квалификации сотрудников МВД России был открыт 10 класс юридического профиля. Программа обучения включает кроме общеобразовательных дисциплин: право, психологию и профессиональную этику, специализированную физическую подготовку, криминалистику, практические занятия со специалистами ОВД.

### Безопасность
С 2008 года в школе внедрена система видеонаблюдения ограниченного доступа, включающая турникет на входе в школу, 9 установленных по периметру школы видеокамер и определённую систему мер. Передвижения каждого ученика, которому выдаётся брелок с его персональными данными, фиксируются и еженедельно передаются в виде отчёта учителям и родителям. Охранник на входе знает всех учеников и их родителей.
Стоимость системы в 2008 году составила 400 тысяч рублей, установка курировалась ГО ЧС.

### Другое
Первый этаж школы № 9 занимает частная школа «ЧаШа».

## История
- 1973 — В новом здании создана школа № 9.
- 1982 — Школу окончил Игорь Сутягин, в будущем фигурант одного из самых громких российских дел о шпионаже.
- 1992 — Школу окончила Тамара Романова, в будущем художник.
- 2007 — Директором школы назначена Татьяна Волнистова.
- 2008 — Школа перешла на режим полного дня.
- 2011 — Директором школы после перехода предыдущего директора Татьяны Волнистовой на должность начальника управления общего образования Обнинска назначена Любовь Зырянова.

## Успехи
- С 1973 по 2008 год школу окончили 40 золотых и 31 серебряный медалистов.[1]
- В 2010 году на всероссийской конференции «Юность. Наука. Культура» ученики школы заняли первое место по химии и третье место по литературному творчеству.[5]
- В 2010 году в областном турнире по математике школа заняла 3-е место, в военно-историческом турнире — 3-е место.[5]

## Директора
- 1973—2007 — Валентина Васильевна Сыщикова
- 2007—2011 — Татьяна Валерьевна Волнистова, кандидат педагогических наук (2005). Тема диссертации: «Изучение ядерной физики в классах физико-математического профиля с использованием информационных технологий»[6]. До назначения директором школы № 9 работала учителем физики в Обнинском колледже (1997—2002) и заместителем директора по учебно-воспитательной работе школы № 1 (2002—2007)[7][8][9]. Лауреат областной премии имени народного учителя А. Ф. Иванова (2009)[10]. Лауреат всероссийского конкурса «Директор школы» (2010)[11]. Лауреат обнинского конкурса «Человек года» в номинации «Образование» (за программу по включению программных средств в учебный процесс и обучению педагогических работников передовым цифровым технологиям) (2007)[7][8][9][12]. Перед приходом Волнистовой школа № 9 занимала последнее место в рейтинге обнинских школ по результатам ЕГЭ. В 2010 году благодаря усилению факультативных занятий школа поднялась по математике и русскому языку в середину списка, по информатике вышла на третье место, по географии стала лучшей. Внедрила в школе режим полного дня, втянув в дополнительные занятия не только детей, но и их родителей, за что получила прозвище «директор микрорайона». Одной из первых в Обнинске включила школу в эксперимент по апробации новых федеральных государственных образовательных стандартов начальной ступени, получив значительное улучшение качества образования в начальных классах. Первой в городе установила в школе пароконвектомат для приготовления пищи для учеников.[5][13] В 2011 году выставила свою кандидатуру и была утверждена администрацией Обнинска на должности начальника управления общего образования[7][8][14][15]. Во время директорства Волнистовой из школы ушли несколько учителей, в том числе учитель географии, Заслуженный учитель Российской Федерации Вера Канопка. Причины ухода никто из них никогда публично не объяснял.[16]
- 2011—2022 — Любовь Витальевна Зырянова. До назначения директором школы № 9 была заместителем директора по воспитательной работе школы № 1.[17]
- 2022 — по настоящее время — Софья Сергеевна Шатова